# Língua cooficial

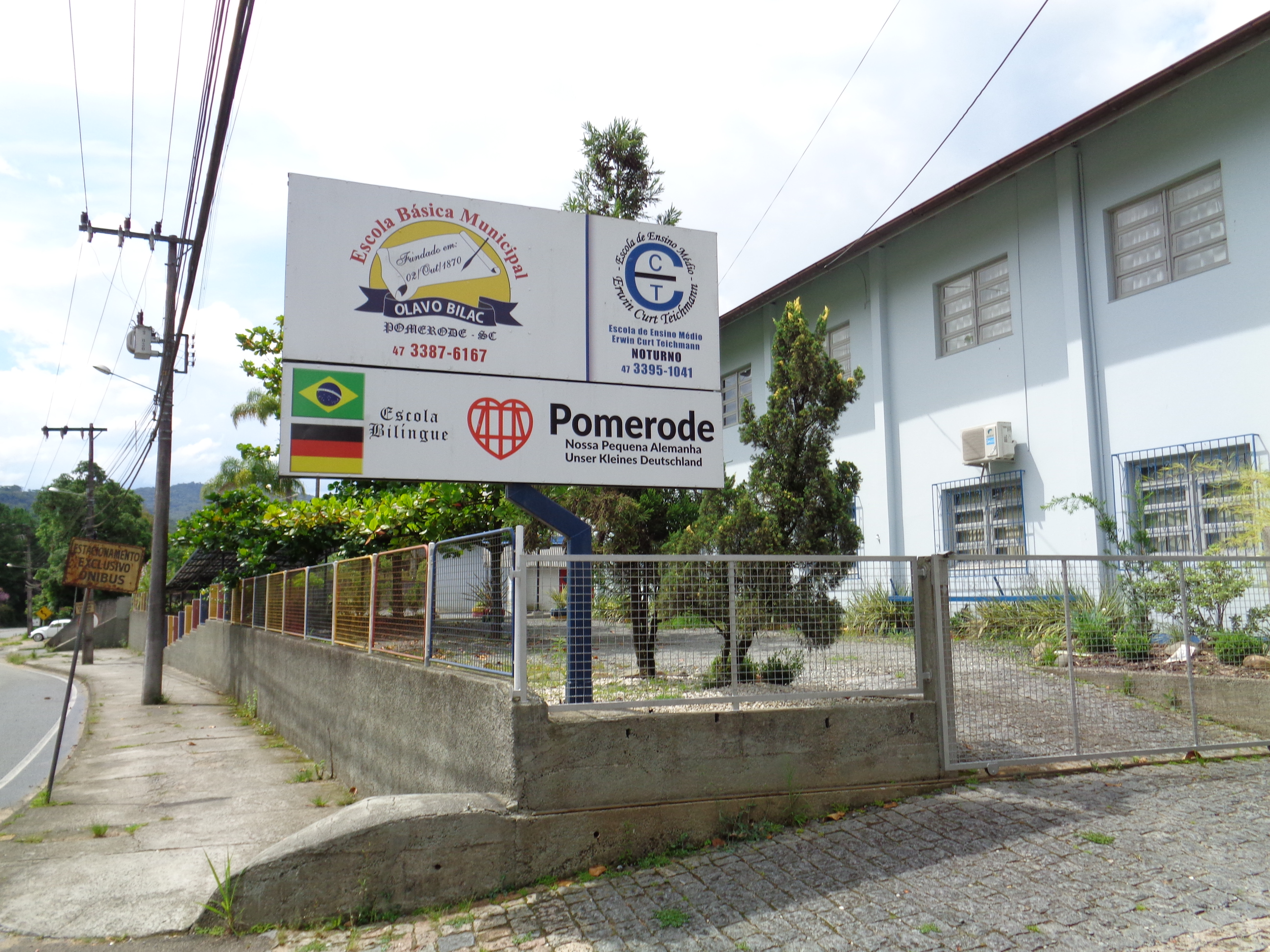
Inscrição indicando escola pública bilíngue nas línguas portuguesa e alemã, em Pomerode. Em 2010, o município instituiu a língua alemã como cooficial.

Uma língua cooficial é uma língua que compartilha juridicamente o status de oficialidade com outra língua oficial e/ou cooficial, em um dado  território nacional de comunicação. Não há sobreposição entre línguas oficiais e cooficial, mas o reconhecimento legítimo dessa última, podendo ser a nível federal, estadual ou municipal. Dessa forma, a cooficialização de língua "instala procedimentos jurídicos inovadores que encontram forte repercussão social e rápida aplicação em contextos de diferentes línguas". Ademais, as línguas cooficializadas, no Brasil, normalmente são as autóctones e alóctones.

## Processo de cooficialização de línguas no Brasil
No Brasil é contemporaneamente falado cerca de 210 línguas, o que pode ser considerado um número baixo se comparado com o que havia há 500 anos quando se estima um total de 1078 línguas indígenas. Por muito tempo, a homogeneidade linguística era recebida como requisito para coesão nacional, “uma língua, uma nação”. A história da política linguística brasileira, em grande parte, foi marcada pela imposição do português enquanto única língua oficial do país.
Em 1758 o documento de Marquês de Pombal oficializou a língua portuguesa enquanto a única língua oficial do Brasil Colonial, excluindo assim o nheengatu (língua geral), que era o meio de comunicação na maioria do território brasileiro nesse período histórico. Esse Diretório português causou o glotocídio de diferentes línguas autóctones. Outra tentativa de transformar o Brasil em uma nação monolíngue foi na Era Vargas (1937-1945), já que a partir da primeira metade do século XIX entrou uma gama de imigrantes (cerca de 644.458) no país. Estabeleceu-se, portanto, uma política nacionalista e opressora, em que não poderia existir nomes de ruas, letreiros e cartazes da lojas e fábricas em outras línguas autóctones, assim como em qualquer outro veículo de comunicação, nem poderia produzir sequer produtos culturais bilíngues. Uma situação histórica referente a essa campanha de nacionalização, ocorreu, em 1954, quando 1,5% da população de Blumenau foi presa em decorrência do fato de se expressar em português brasileiro.
A língua portuguesa do Brasil apenas compartilhou o status de oficialidade em 2002, a nível municipal, fomentando um processo social e político. Para Oliveira (2017),       
o processo de cooficialização de línguas é um movimento social [e político], de reconhecimento de direitos dos falantes de outras línguas brasileiras, [além de ser] um movimento, chamado bottom up (de baixo para cima), [cuja iniciativa é de caráter popular, realizado por] comunidades que se sentem representadas por seus municípios.
Conforme informações do site do Instituto de Investigação e Desenvolvimento em Política Linguístico (IPOL), foram cooficializadas três línguas (baniwa, o nheengatu e o tukano), no começo do século XX, no município de São Gabriel da Cachoeira (AM), através da Lei Nº. 145 de 11 de dezembro de 2002. Essa cooficialização de línguas no território brasileiro data-se como a primeira grande iniciativa de natureza jurídica e administrativa em prol da diversidade linguística, tendo como um das principais cláusulas no Art. 4. da Lei Nº 145 de 11 de dezembro de 2002:  
Em nenhum caso alguém pode ser discriminado por razão da língua oficial ou cooficial que use. 
Seguindo essa linha, em sete estados brasileiros, outras línguas foram cooficializadas: o pomerano, o talian, o hunsrückisch, o guarani, o alemão, o akwê xerente, o macuxi e o wapixana. De acordo com Oliveira (2007), “oficializar uma língua significa que o estado reconhece sua existência e reconhece aos seus falantes a possibilidade de não terem de mudar de língua sempre que queiram se expressar publicamente ou tratar de aspectos de sua vida civil”, incorporando, dessa forma, a diversidade e representatividade ao país; além de tanger o debate e fortalecimento de lutas sociais. Portanto, a cooficialização de línguas brasileiras apresenta o autorreconhecimento do falante como um agente democrático e atuante em sua nação, o que abre perspectivas para soluções coletivas em defesa e promoção dessa causa .

## Brasil Multilíngue
No artigo 13 da Constituição Federal de 1988, o Português é língua oficial. Com a publicação da Lei N° 10.436, de 24 de abril de 2002, a Língua Brasileira de Sinais (LIBRAS) tornou-se "meio legal de comunicação e expressão"; trata-se de uma língua reconhecida oficialmente, mas não de uma língua oficial.
Na hodiernidade são faladas cerca de 230 línguas diferentes por comunidades e grupos sociais espalhados pelo território nacional, a maioria desses dialetos são comunicados em municípios, formando, assim, aproximadamente 2 milhões de cidadãos que não têm o português do Brasil como língua materna.
As línguas que compõem o quadro linguístico brasileiro são: autóctones ou indígena, alóctones ou de imigração, Língua de Sinais Brasileira (LIBRAS),  as línguas de fronteira e as práticas linguísticas ligadas às línguas africanas.
O mapa à direita apresenta as regiões do Brasil, bem como seus estados, que oficializaram línguas indígenas e de imigração, no âmbito municipal.
Os municípios que oficializaram uma ou mais línguas podem: prestar os serviços públicos básicos de atendimento ao público nas repartições públicas na língua oficial e na(s) língua(s) cooficial(is), oralmente e por escrito; produzir a documentação pública, bem como as campanhas publicitárias institucionais na língua oficial e na língua cooficial; incentivar a apoiar o aprendizado e o uso da língua cooficial nas escolas e nos meios de comunicação; zelar para que em nenhum caso alguém possa ser discriminado por razão da língua oficial ou cooficial que use; traduzir as leis municipais e sinalizações públicas (placas, informações básicas etc.). Vale ressaltar que cada município desenvolve leis específicas para atender as necessidades das comunidades (autóctone ou alóctone) de fala cuja língua foi cooficializada.

## Relação de municípios e suas línguas cooficializadas no Brasil
O conceito de cooficialização foi desenvolvido por Gilvan Muller de Oliveira, linguística do Instituto de Investigação e Desenvolvimento em Política Linguística (IPOL) (entidade sediada em Florianópolis/SC), em conjunto com o advogado Márcio Rovere, para sinalizar total respeito ao artigo 13 da Constituição Federal, pelo qual o Português é o idioma oficial da União.
A tabela à direita sintetiza os municípios do território brasileiro que tiveram suas línguas cooficializadas ao lado do português brasileiro. São onze diferentes línguas em vinte cidades, sendo que, sete são  indígenas (nheengatu, tukano, baniwa, macuxi, wapixana, akwê xerente, guarani) e três de imigração (talian, pomeranos, hunsrickisch). Enfatiza-se que há processos tramitando em algumas Câmaras Municipais para cooficializar outras línguas. Em Paranhos (MS) existe um projeto de cooficialização da língua guarani.

## Efeitos da cooficialização de línguas no Brasil

Municípios em que o talian é cooficial no Rio Grande do Sul.

Municípios em que a língua pomerana é cooficial no Espírito Santo.

Foi a partir da cooficialização pioneira da Lei N°145 de 11 de Dezembro de 2002 referentes às línguas indígenas nheengatu, tukano e baniwa à língua portuguesa brasileira, no município de São Gabriel da Cachoeira (AM), fomentou os efeitos social, econômico e cultural gerados tanto nessa cidade amazonense quanto em outros 19 municípios (localizados nas regiões norte, sul, sudeste e centro-oeste do Brasil, conforme o mapa e a tabela) que tiveram como base a Lei de Regulamentação N° 210 de 31 de Outubro de 2006:
LEI N° 145 DE 11 DE DEZEMBRO DE 2002
Art.2º $1° A prestar os serviços públicos básicos de atendimento nas repartições públicas na língua oficial e nas três línguas cooficiais, oralmente e por escrito.
$2° A produzir a documentação pública,bem como as campanhas publicitárias institucionais, na língua oficial e nas três línguas cooficiais.
$3° A incentivar e apoiar o aprendizado e o uso das línguas cooficiais nas escolas e nos meios de comunicações.
LEI  N° 210 DE 31 DE OUTUBRO DE 2006
Art.1° $1° e) As repartições públicas municipais que não dispuseram de funcionários habilitados à prestação de serviços nas línguas cooficiais no seu quadro funcional contratarão falantes com competência nas línguas cooficiais nas modalidades oral e escrita.
f) Aos órgãos públicos estaduais e federais com atuação no município ,recomenda se a contratação de funcionários com domínio oral e escrito das línguas cooficiais .
g) os concursos de serviço público municipal para os cargos de atendimento ao público exigirão proficiência em português e em uma das línguas cooficiais .
i) A instituição pública deverá ter um número de funcionários falantes das línguas cooficiais compatível com a demanda.
Art. 1° $3° a) o poder executivo destinará recursos para assegurar a oferta das línguas cooficiais nos sistemas educacionais: tanto na contratação e capacitação de docentes das/nas três línguas cooficiais, quanto na produção de materiais didáticos, etc.
b) A educação infantil funcionará em perspectiva bilíngue com o ensino de uma língua co oficial e do português.
c) A oferta de três línguas cooficiais é obrigatória em todas as redes escolares do município e facultativa nas escolas indígenas específicas das etnias falantes das outras línguas do município, que têm sua língua étnica como língua de instrução.
e) Os veículos de comunicação (rádios, jornais, vídeos, escritos locais, outdoors, carros volantes de publicidade) contemplarão na sua programação diária as línguas cooficiais do município.
g) A transmissão televisa será de no mínimo dez minutos diários em cada língua co oficial com implementação num prazo máximo de dois anos.
h) A publicidade pública e privada de interesse público deverá ser veiculada pelos meios de comunicação nas quatro línguas  oficiais  do município.
Art.4°$4° As Instituições privadas de interesse comercial ou não (associações , igrejas etc.) terão por obrigação atender ao público também nas línguas cooficiais.
Dessa forma, faz-se necessário destacar que a flexibilização da Lei N°145 de 11 de Dezembro de 2002 ocorre conforme os contextos singulares de cada município e estado brasileiros. Ademais, a cooficialização de línguas no Brasil incentivou a consolidação de políticas linguísticas, nacionais e regionais, vinculadas à educação, à cultura e ao levantamento sociolinguístico.